# Ulster
Ulster (Iers-Gaelisch: Cúige Uladh) is een van de vier oorspronkelijke provincies van Ierland. Het gebied is genoemd naar de Ulaid, de túath die het rond het begin van onze jaartelling beheerste.
Ulster ligt voor twee derde deel (the six counties) in Noord-Ierland als onderdeel van het Verenigd Koninkrijk van Groot-Brittannië en Noord-Ierland (graafschappen Antrim, Armagh, Down, Fermanagh, Derry/Londonderry en Tyrone).
Het andere gedeelte ligt in de Republiek Ierland, en omvat de graafschappen Cavan, Donegal en Monaghan. De termen 'Noord-Ierland' en 'Ulster' worden soms (voornamelijk door Unionisten) door elkaar gebruikt.
De hele provincie Ulster had in 2006 naar schatting 1 993 918 inwoners; in 2020 zo'n 2,2 miljoen.
Grote steden die in Ulster liggen:
- Belfast (Noord-Ierland)
- Derry (Noord-Ierland)

## Geschiedenis
De mythische geschiedenis van de Ulaid wordt deels beschreven in de Ulstercyclus. In de vroege middeleeuwen werden de Ulaid echter verdrongen door de noordelijke Uí Néill (O'Neill), die Ulster sindsdien bestuurden vanuit Tír Eoghain (County Tyrone). Na de Anglo-Normandische invasie in de 12e eeuw viel het oostelijke deel van de provincie onder het bestuur van Anglo-Normandische baronnen.
Een van hen, Hugh de Lacy (1176-1243), stichtte het hertogdom Ulster, bestaande uit de huidige graafschappen Antrim en Down.
Na de nederlaag van de Ieren in de Ierse Negenjarige Oorlog (1594-1603) in de Slag bij Kinsale (1601), wist Engeland Ulster te onderwerpen. De leiders van de O'Neills en O'Donnells vluchtten naar het vasteland van Europa. Hierop begonnen de Engelsen en Schotten met de kolonisatie van de regio. Grondgebied van Ierse families die in de Negenjarige Oorlog tegen de Engelsen hadden gevochten werd onteigend en aan Britse protestanten gegeven. Dit speelt nog steeds een rol in de katholiek-protestantse relaties in Noord-Ierland. Rond 1968 kwam het tot een uitbarsting van geweld die gewoonlijk wordt aangeduid als the troubles. De troubles duurden tot ongeveer 2005 en er vielen ruim 3500 doden bij.

## Demografie volkstelling 2016
|                  | Totaal Ulster | %     | County Donegal | %     | County Cavan | %     | County Monaghan | %   |
| ---------------- | ------------- | ----- | -------------- | ----- | ------------ | ----- | --------------- | --- |
| Iers             | 255.386       | 87,24 | 140.196        | 89,48 | 63.191       | 83,90 | 51.999          |     |
| anders wit       | 22.221        | 7,59  | 8.814          | 5,63  | 7.493        | 9,95  | 5.914           |     |
| overig           | 8.760         | 2,99  | 4.872          | 3,11  | 2.255        | 2,99  | 1.633           |     |
| Aziatisch        | 3.150         | 1,08  | 1.527          | 0,97  | 1.073        | 1,42  | 550             |     |
| Zwart            | 1.865         | 0,64  | 678            | 0,43  | 831          | 1,10  | 356             |     |
| Travellers       | 1.341         | 0,46  | 588            | 0,38  | 477          | 0,63  | 276             |     |
| Totaal wit       | 278.948       | 95,29 | 149.598        | 95,49 | 71.161       | 94,48 | 58.189          |     |
| Totaal inwoners: | 292.723       | 100   | 156.675        | 100   | 75,320       | 100   | 60.728          | 100 |